# プラチャーチョン党
- 国民党
- 人民党
- 民衆党

プラチャーチョン党（プラチャーチョンとう、タイ語：พรรคประชาชน）は、タイの政党。

## 名称
日本語訳は国民党、人民党となるが、複数の候補があるため、ここでは全てプラチャーチョン党と表記する。プラチャーチョン(タイ語：ประชาชน)とはタイ語で国民、人民を意味する。

## 歴史
2024年8月7日、憲法裁判所が前進党を王政打倒の可能性があったとして解散を命令。これに対し前進党メンバーや支持者は反発し、旧前進党メンバーのほぼ全てが新党に合流する事で意見が一致し、8月9日に新指導体制が形作られた政党として成立した。また旧前進党に所属していた下院議員は、8人を除く143人ほぼ全てが合流した。

## 外部サイト
- プラチャーチョン党　公式サイト
- Facebook